# Сент-Илер-дю-Буа (Приморская Шаранта)
Сент-Иле́р-дю-Буа́ (фр. Saint-Hilaire-du-Bois) — коммуна во Франции, находится в регионе Пуату — Шаранта. Департамент коммуны — Приморская Шаранта. Входит в состав кантона Мирамбо. Округ коммуны — Жонзак.
Код INSEE коммуны — 17345.

## Население
Население коммуны на 2010 год составляло 302 человека.
| 1962 | 1968 | 1975 | 1982 | 1990 | 1999 | 2010 |
| ---- | ---- | ---- | ---- | ---- | ---- | ---- |
| 198  | 197  | 192  | 195  | 273  | 285  | 302  |